# Иван Фёдорович (княжич белозерский)
Иван Фёдорович (1350 — 8 сентября 1380) — княжич Белозерский.
Из княжеского рода Белозерские. Единственный сын князя Фёдора Романовича и Феодосии (ум. после 1389), младшей дочери Ивана Калиты.
Князя Ивана, как проведшего всю жизнь при отце, нельзя считать отдельным, самостоятельным Белозерским князем.

## Биография
Был союзником великого Суздальского князя Дмитрия Константиновича, который, пользуясь малолетством великого князя Московского Дмитрия Ивановича Донского, пытался сам занять великокняжеский престол. В 1363 году князь Иван Фёдорович, очевидно по поручению князя Дмитрия Константиновича, ездил в Орду и привез оттуда последнему от хана Мурада ярлык на великое княжение.
Но когда Дмитрий Иванович Донской осилил князя Дмитрия Константиновича, князь Иван Фёдорович перешёл на сторону первого. В 1375 году, вместе с отцом, ходил с ним на Великое княжество Тверское, где со служилыми князьями участвовал в осаде Твери.
В августе 1380 года воевода в государевом полку в походе из Москвы к Куликову полю, 8 сентября, вместе со своим отцом участвовал в Передовом полку в Куликовской битве, где оба погибли геройской смертью.
Его имя, вместе с отцом, записаны в синодик Софийского новгородского собора и Успенского ростовского собора на вечное поминовение.

## Семья
От брака с неизвестной он имел единственного сына Константина.